# Dawson (Nebraska)
Dawson – wieś w Stanach Zjednoczonych, w stanie Nebraska. W 2010 roku liczyła 146 mieszkańców.